# Régime de semi-liberté en France
La semi-liberté est un régime d'exécution des peines privatives de liberté, permettant au condamné d'exercer à l'extérieur de l'établissement pénitentiaire une activité professionnelle, de suivre un enseignement, une formation professionnelle, un stage, de suivre un traitement médical, de participer à la vie de sa famille, tout autre temps disponible étant nécessairement passé à l'intérieur de la prison.
Ce temps est exécuté soit dans un centre de semi-liberté, réservé uniquement à ce type de mesure, soit dans un quartier de semi-liberté situé dans une maison d'arrêt ou un centre pénitentiaire, soit encore dans un centre pour peines aménagées. Le retour à la prison est généralement quotidien (le soir, après le travail jusqu'au lendemain pour la reprise) mais parfois seulement en fin de semaine (du vendredi soir au lundi matin, par exemple). Dans ce dernier cas, la semi-liberté est dite « élargie ».
La semi-liberté est décidée par la juridiction de jugement si la peine prononcée est inférieure à 2 ans (1 an en cas de récidive légale) ou par le juge de l'application des peines (JAP) ultérieurement. Les conditions personnalisées (obligations ou interdictions faites au détenu) en sont fixées par le juge de l'application des peines ou parfois par le directeur du service pénitentiaire d'insertion et de probation. Le JAP peut suspendre ou retirer la mesure de semi-liberté si les conditions de son octroi ne sont plus remplies, si le condamné ne satisfait pas aux obligations imposées ou fait preuve de mauvaise conduite.
Pendant le temps de semi-liberté, le condamné reste écroué car la semi-liberté fait partie de la peine (elle est toujours accordée avant la date de fin de peine), il est simplement autorisé à sortir, à certaines heures et certains jours, pour participer à des activités précises. Pendant le temps de sa semi-liberté, il reste soumis au contrôle de l'administration pénitentiaire et en particulier du service pénitentiaire d'insertion et de probation qui est chargé de vérifier le respect des obligations ou des interdictions.

## Centres de semi-liberté
Parmi les 94 établissements pour peine, la France dispose de 9 centres de semi-liberté, soit 911 places (sur près de 60 000 personnes incarcérées) : 
- Centre de semi-liberté de Besançon ;
- Centre de semi-liberté de Briey ;
- Centre de semi-liberté de Corbeil-Essonnes ;
- Centre de semi-liberté de Gagny ;
- Centre de semi-liberté de Lyon ;
- Centre de semi-liberté de Maxéville ;
- Centre de semi-liberté de Melun, 12 Rue du Président Despatys;
- Centre de semi-liberté de Montargis ;
- Centre de semi-liberté de Souffelweyersheim.